# Paul László

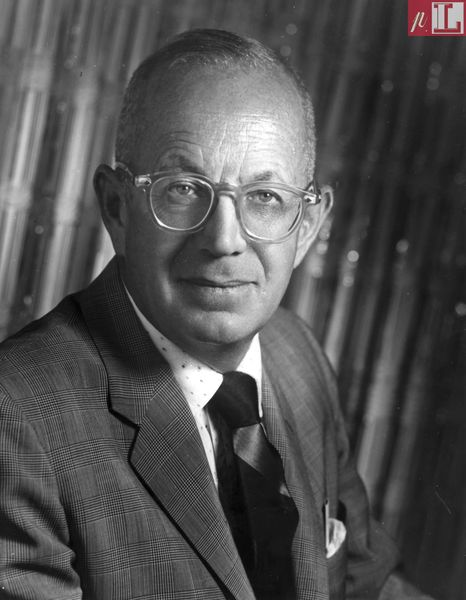
Paul László

Paul László (* 6. Februar 1900 in Debrecen, Ungarn; † 27. März 1993 in Santa Monica, Kalifornien) war ein ungarisch-amerikanischer moderner Architekt und Innenarchitekt und gilt als eine Größe unter den Möbeldesignern, Innenarchitekten, und Architekten des 20. Jahrhunderts. László hat sich seinen Ruf als Architekt durch das Entwerfen von Innenausstattung für Häuser erworben. In den 1960er Jahren verlagerte er seinen Schwerpunkt auf die Ausstattung des Einzelhandels und die gewerbliche Innenarchitektur.

## Leben
Er wurde in Ungarn als Sohn von Ignác László und Regina László (geborene Soros) geboren. Seine Familie zog später nach Szombathely in Ungarn. Andere Quellen geben als Geburtsort Budapest an. László schloss seine Ausbildung in Wien ab, bevor er nach Stuttgart umzog. Dort fiel er schnell durch seine ungewöhnlichen Entwürfe auf und gewann unter anderem die Bewunderung von Salvador Dalí. Aufgrund seiner jüdischen Abstammung wurde es in der Zeit des wachsenden Antisemitismus in den 1930er Jahren in Europa für ihn zu unsicher. 1936 emigrierte er in die USA.
Ironischerweise gingen Teile von Lászlós Arbeiten, ohne dessen Wissen, in den Bau von Hitlers Kehlsteinhaus bei Berchtesgaden ein, was den Zorn von Albert Speer, dem Chef-Architekten des Dritten Reiches und engen Berater Hitlers, erregte. Dieser Vorfall brachte László zu der Überzeugung, dass er seine Familie, seine Arbeitsstelle und seine Freunde verlassen müsse, weil Europa für ihn nicht länger sicher war. Er bewarb sich für einen Lehrstuhl im Bereich Architektur in Argentinien und wurde angenommen. Allerdings hatte er in Wahrheit nie vor, nach Südamerika zu gehen und wurde stattdessen von seinen Freunden versteckt, bis es ihm gelang, einen Platz auf einem Schiff zu bekommen, das ihn statt nach Südamerika nach New York City brachte.
In New York angekommen, kaufte er sich sofort ein Auto, fuhr nach Südkalifornien und gründete ein Büro im wohlhabenden Beverly Hills. Sein Ruf eilte ihm voraus. Er war sowohl bei der politischen wie bei der Schauspieler-Elite beliebt, etwa bei Personen wie Ronald Reagan, Gary Cooper, Cary Grant, Barry Goldwater, den Vanderbilts, Fritz Lang, Barbara Hutton, Ray Milland, Debbie Reynolds, Billy Wilder, John D. Hertz, Barbara Stanwyck und Henry Koster. Mit seinem Geschäftspartner Fritz Eden, einem deutschen Designer und Emigranten, der im Jahre 1934 von Stuttgart in die USA ausgereist war, betrieb László über 20 Jahre lang sein Design-Studio am North Rodeo Drive Nummer 362. Obwohl er seine Wahlheimat Los Angeles liebte, blieb seine Arbeit internationalen Einflüssen offen. Seine Entwürfe waren opulent, doch nie übertrieben, teuer und in der Ausführung einen tadellosen Geschmack beweisend. Bei seinen Projekten überließ er nichts dem Zufall, und er plante jedes einzelne Detail genau, einschließlich der Möbel, Stoffe, Vorhänge, Teppiche, Lampen und des übrigen Inventars. Er war berüchtigt dafür, dass er in seinen Design-Projekten kompromisslos war, doch sein einzigartiger persönlicher Stil führte selten zu Beschwerden, da am Ende das vollendete Projekte meist einen überragenden Eindruck machte. László selbst bevorzugte großzügig bemessene Möbel, doch für einen seiner Kunden, der empfindlich war, wenn es um seine geringe Größe ging, entwarf László alle Einrichtungen in einer Größe, die ein wenig kleiner als die Normalgröße bemessen war. László freute sich schließlich, als ihm dieser Kunde später erklärte, er fühle sich durch das neue Haus das erste Mal in seinem Leben wahrhaft groß. Da sich László zunehmend mit Interieurs beschäftigte, nahm er immer weniger Aufträge architektonischer Art an. Und er war bald dafür bekannt, dass er Kunden ablehnte, wenn er den Eindruck hatte, dass die persönliche Beziehung zu einem solchen Kunden für ihn unbefriedigend werden würde. So lehnte er einen Auftrag für Elizabeth Taylor im Jahr 1960, als diese auf der Höhe ihres Ruhms stand, ab, weil diese sich zu sehr in Designfragen einmischte; später hat er aus einem ähnlichen Grund einen Auftrag für Barbra Streisand abgelehnt. Auch mit Thomas Mann wurde László sich nicht handelseinig, weshalb letztlich nicht László, sondern Julius Ralph Davidson 1941 das Thomas-Mann-Haus in Pacific Palisades entwarf.
Im Jahr 1948 tat sich László mit George Nelson, Charles Eames und Isamu Noguchi zusammen, um Entwürfe im Auftrag der Herman Miller Company zu produzieren. Die Möbelentwürfe, die Herman Miller dann 1948 vorstellte, gelten als die einflussreichste Möbelserie, die je hergestellt worden ist. Dennoch war László mit der Arbeit nicht zufrieden und beendete das Geschäftsverhältnis im Jahre 1952. Viele Jahre lang betrieb László dann sein Möbelstudio am North Rodeo Drive Nummer 362 in Beverly Hills. Er entwarf Kaufhäuser für Bullock's Wilshire, Goldwaters, Robinson's, Saks Fifth Avenue, Halls (das Crown Center in Kansas City), Hudson’s Bayn und Ohrbach's. Außerdem hat er viele der Kasinos und Ausstellungsräume in den Hotels von Howard Hughes in Las Vegas entworfen. Berühmt wurden auch Lászlós elegante Luftschutzbunker, die er für die United States Air Force entwarf. Von ihm stammt auch der Entwurf für „Atomville“, eine futuristische unterirdische Stadt.

## Werke
Fotografien, Wiedergaben und Beschreibungen seiner Arbeit, die in Büchern und Zeitschriften seit den 1920er Jahren bis heute legen Zeugnis von Lászlós langer und von vielen bewunderter Karriere ab. Das Time-Magazine beschrieb ihn in einem Artikel in der Ausgabe vom 18. August 1952 als „den Architekten der Millionäre“. Er hat die Fähigkeit, Farben miteinander zu kombinieren, die eigentlich als unvereinbar galten, doch wenn man sie als ein Ganzes sah, waren sie erstaunlich warm und schön. Es war diese Verwendung der Farben und die großformatigen und zugleich sanften und fließenden Linien seiner Entwürfe, sowie die integrative Wirkung des ganzen Projekts, die sein Werk  so unvergesslich gemacht haben.
Er hat in beiden Weltkriegen als Soldat gedient: Im Ersten Weltkrieg hat er an der italienischen Front gegen ungarische Artillerie gekämpft; im Zweiten Weltkrieg wurde er für die US-Army rekrutiert und diente an der Heimatfront.
Lászlós Werk wird immer wieder im New Yorker Museum of Modern Art ausgestellt und ist auch regelmäßig in weiteren nationalen und internationalen Ausstellungen zum Design des 20. Jahrhunderts zu sehen.
Paul László war zweimal verheiratet und hatte einen Sohn mit seiner zweiten Ehefrau. Er war auch der Onkel des Weltklasse-Bridge-Spielers Ivan Erdos und der Bruder von Stephen de László.